# لي تشانغ-مين
لي تشانغ-مين (هانغل: 이창민) هو لاعب كرة قدم كوري جنوبي في مركز الوسط، ولد في 20 يناير 1994 في كوريا الجنوبية. شارك مع منتخب كوريا الجنوبية تحت 20 سنة لكرة القدم ومنتخب كوريا الجنوبية تحت 23 سنة لكرة القدم ومنتخب كوريا الجنوبية لكرة القدم. أما مع النوادي، فقد لعب مع جيجو يونايتد.

## وصلات خارجية
- لي تشانغ-مين على موقع دوري كوريا الجنوبية (الإنجليزية)
- لي تشانغ-مين على موقع قاعدة بيانات كرة القدم.إي يو (الإنجليزية)
- لي تشانغ-مين على موقع Soccerway.com (الإنجليزية)
- لي تشانغ-مين على موقع أوليمبيديا (الإنجليزية)